# Pimpla burmensis
Pimpla burmensis är en stekelart som först beskrevs av Gupta och Hari Om Saxena 1987.  Pimpla burmensis ingår i släktet Pimpla och familjen brokparasitsteklar. Inga underarter finns listade i Catalogue of Life.